# 岡豐城
岡豐城（おこうじょう）是位在高知縣南國市的一座山城跡。戰國時代的四國霸者長宗我部氏之居城。

## 概要
岡豊城位在高知縣南國市之西北部、香長平野（かちょうへいや）之西北端、國道32號西側之岡豐山（標高97公尺）。戰國時代末期廢城，現在殘存石垣、曲輪、土壘、空堀、井戶等，由高知縣指定史跡整備為國之史跡。城址之一角設有高知縣立歷史民俗資料館。

## 周邊
- 土佐國分寺

## 關連項目
- 日本城堡列表

## 外部連結
- 高知縣立歷史民俗資料館 （页面存档备份，存于）
- 國指定文化財等データベース （页面存档备份，存于）